# Freddy Fröhlich’s Partylöwen
Freddy Fröhlichs Partylöwen was een Duitse muziekformatie, die met het dubbelalbum Hithaus, Ramba Zamba twee weken lang, van 5 tot 18 maart 1979 bovenaan in de Duitse album-top 50 stonden. Het schlageralbum bevatte in totaal 130 korte hitjes verdeeld over 23 potpourris. Het album had een speelduur van 87 minuten.

## Discografie
- 1979: Hithaus, Ramba Zamba (Polystar; Katalog-Nr.: 6641 892 (91990 960/ 9199 961))[2]